# Amt Langballig
La comunità amministrativa di Langballig (Amt Langballig) si trova nel circondario di Schleswig-Flensburgo nello Schleswig-Holstein, in Germania.

## Suddivisione
Comprende 7 comuni:
1. Dollerup (1 047)
2. Grundhof (906)
3. Langballig (1 597)
4. Munkbrarup (1 149)
5. Ringsberg (539)
6. Wees (2 393)
7. Westerholz (753)

Il capoluogo è Langballig.
(Tra parentesi i dati della popolazione al 31 dicembre 2021)